# Holandský zakrslý králík

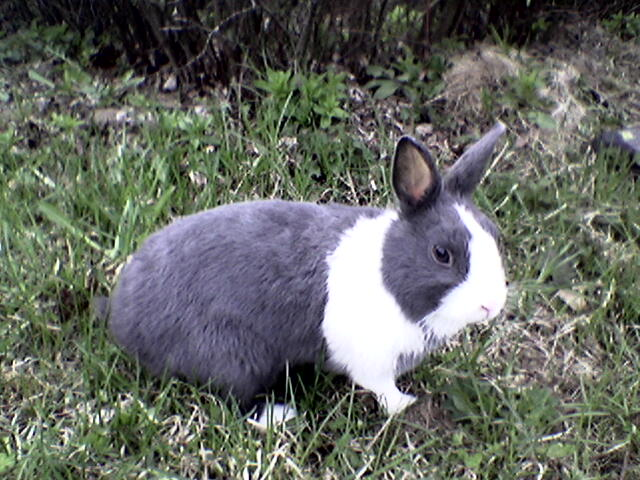
Holandský zakrslý králík

Holandský zakrslý králík je zakrslou formou holandského králíka, který patří do skupiny malých plemen králíka k historicky nejstarším. Zvláštní kresbu těchto králíků najdeme na obrazech starých italských mistrů z 15. století. Holandská strakatost proto patří k jedné z nejstarších mutací králíka.
Předkové holandského králíka pocházeli z Nizozemí a Belgie. Jednalo se o tzv. brabantské králíky, kteří měli lysinu na hlavě, bílé přední končetiny a široký bílý „límec“. Ti byli vyváženi do Anglie jako jatečná zvířata. Angličané začali vybírat a šlechtit králíka s líbivou kresbou na základě zkušeností, které měli ze šlechtění psů, koček, morčat, skotu i koní. Výsledkem desetiletí usilovné práce bylo strakaté plemeno s ustálenou kresbou tak, jak ji známe dodnes i u nás.
Přestože jej vyšlechtili Angličané, neupřeli Nizozemí původ kresebně zbarvených zvířat. Plemeno nazvali „Dutch rabbit – holandský králík“. Z Anglie se plemeno dostalo zpět na kontinent, do Nizozemí, Německa a do zámoří. Koncem 19. století byl importován do ČR.